# Ochranovská hvězda

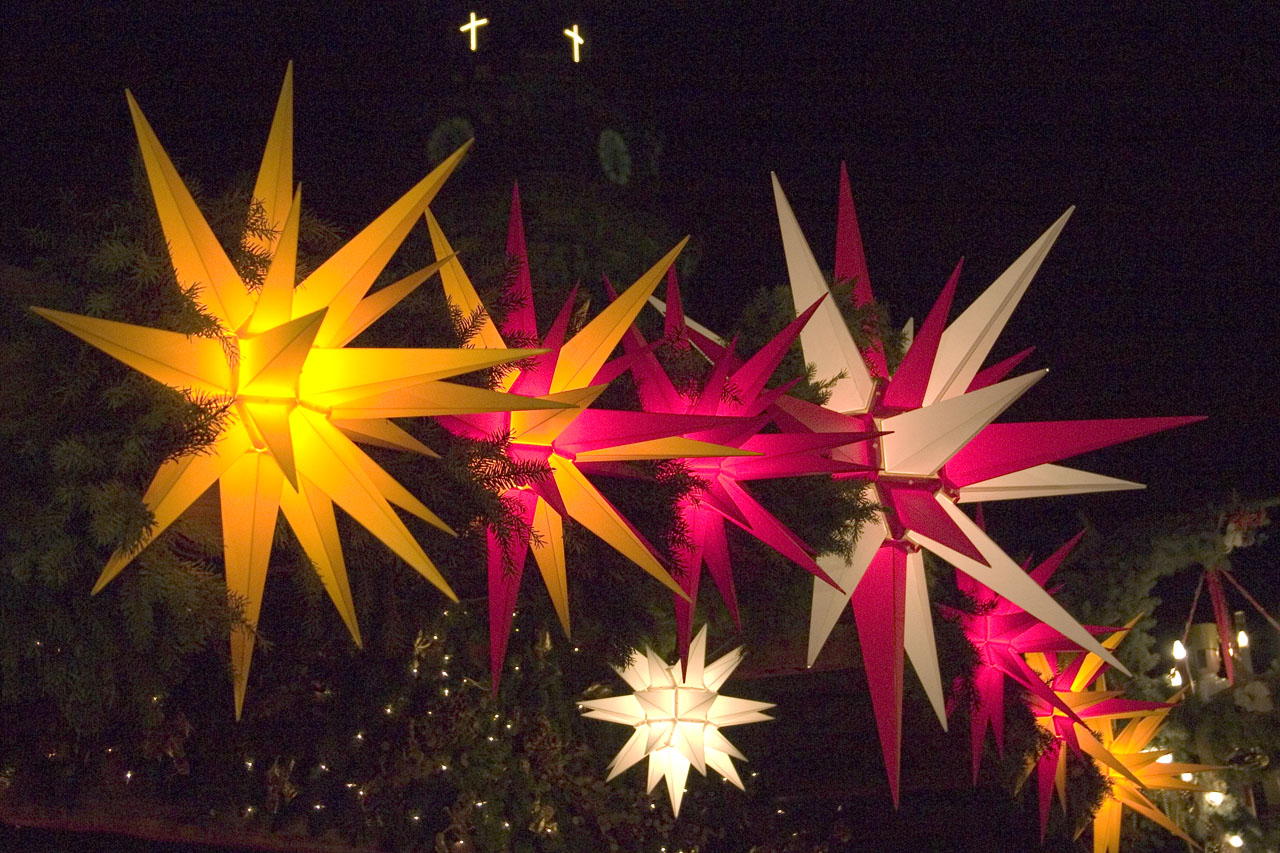
Ochranovské hvězdy na vánočním trhu v Drážďanech

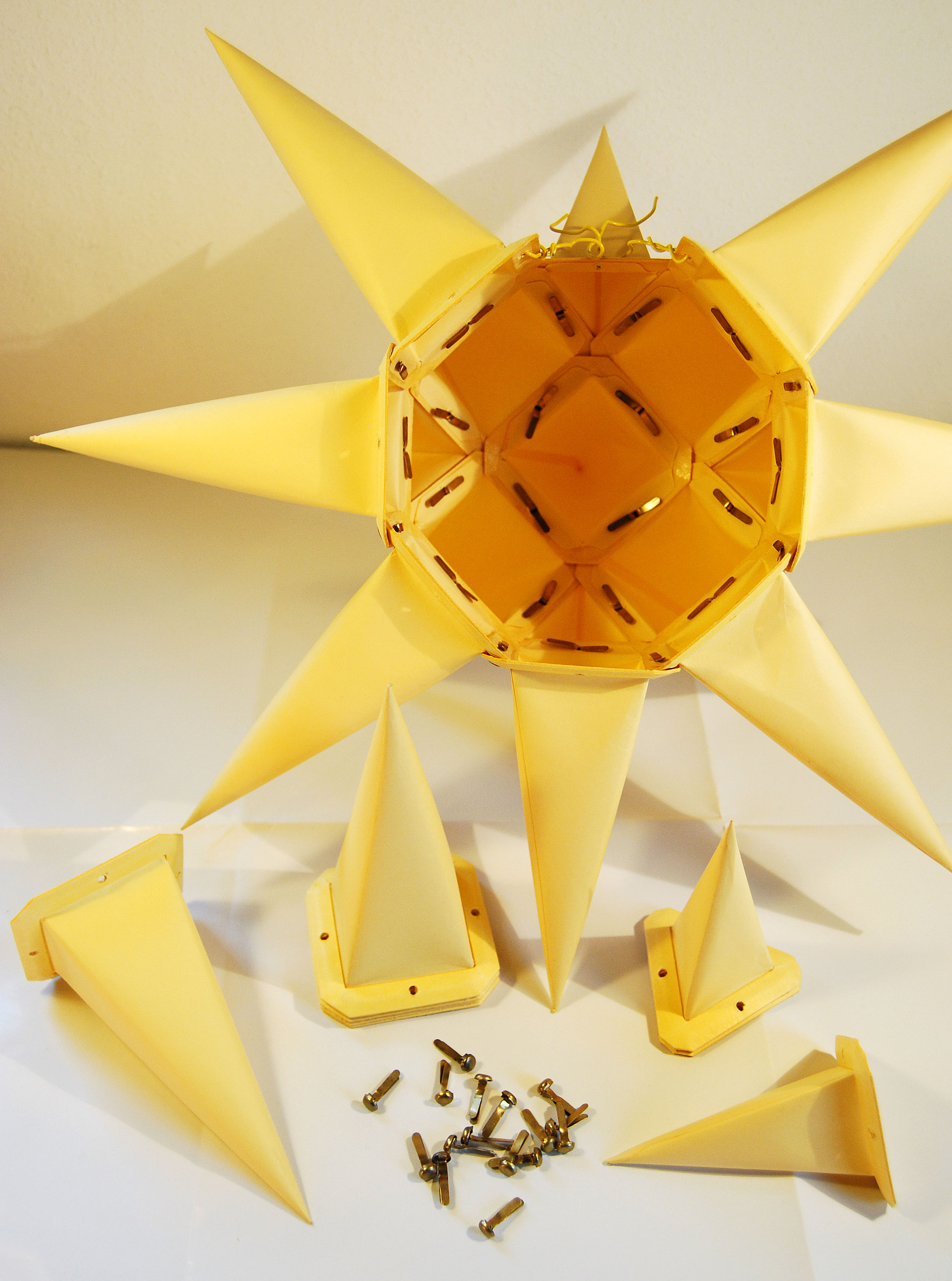
Napůl sestavená ochranovská hvězda

Ochranovská hvězda, případně Moravská hvězda nebo Herrnhutská hvězda a německy Herrnhuter Stern, je označení vánoční ozdoby oblíbené a rozšiřované především v německém prostředí a v místech ovlivněných Moravskými bratry. Právě v jejich komunitě v Ochranově (německy Herrnhut) v saské Horní Lužici hvězda v roce 1821 vznikla, původně jako pomůcka pro školní výuku. Postupem času se staly oblíbenými a výroba rostla. Roční produkce manufaktury Moravských bratří v Ochranově je přibližně 700 000 kusů ročně (rok 2017).
Základ hvězdy tvoří rombokubooktaedr, který má 26 stěn, z nichž 18 jsou čtverce a 8 rovnostranné trojúhelníky. Ten není vidět, jelikož je k němu připevněno 26 paprsků, 18 se čtvercovými a 8 s trojúhelníkovými hroty, které bývají o něco kratší. Nahoře na hvězdě bývá háček na zavěšení či je tudy dráty přivedena elektřina, jelikož uvnitř hvězdy je zdroj světla (světelná dioda, dříve žárovka). Horní paprsek proto někdy chybí. 
Tradičními barvami hvězdy jsou bílá, žlutá nebo červená nebo jejich kombinace. Ochranovská hvězda (pod názvem Herrnhuter Stern – „herrnhutská hvězda“) je oblíbená v celém Německu, zejména v Sasku, kde Ochranov leží.

## Galerie

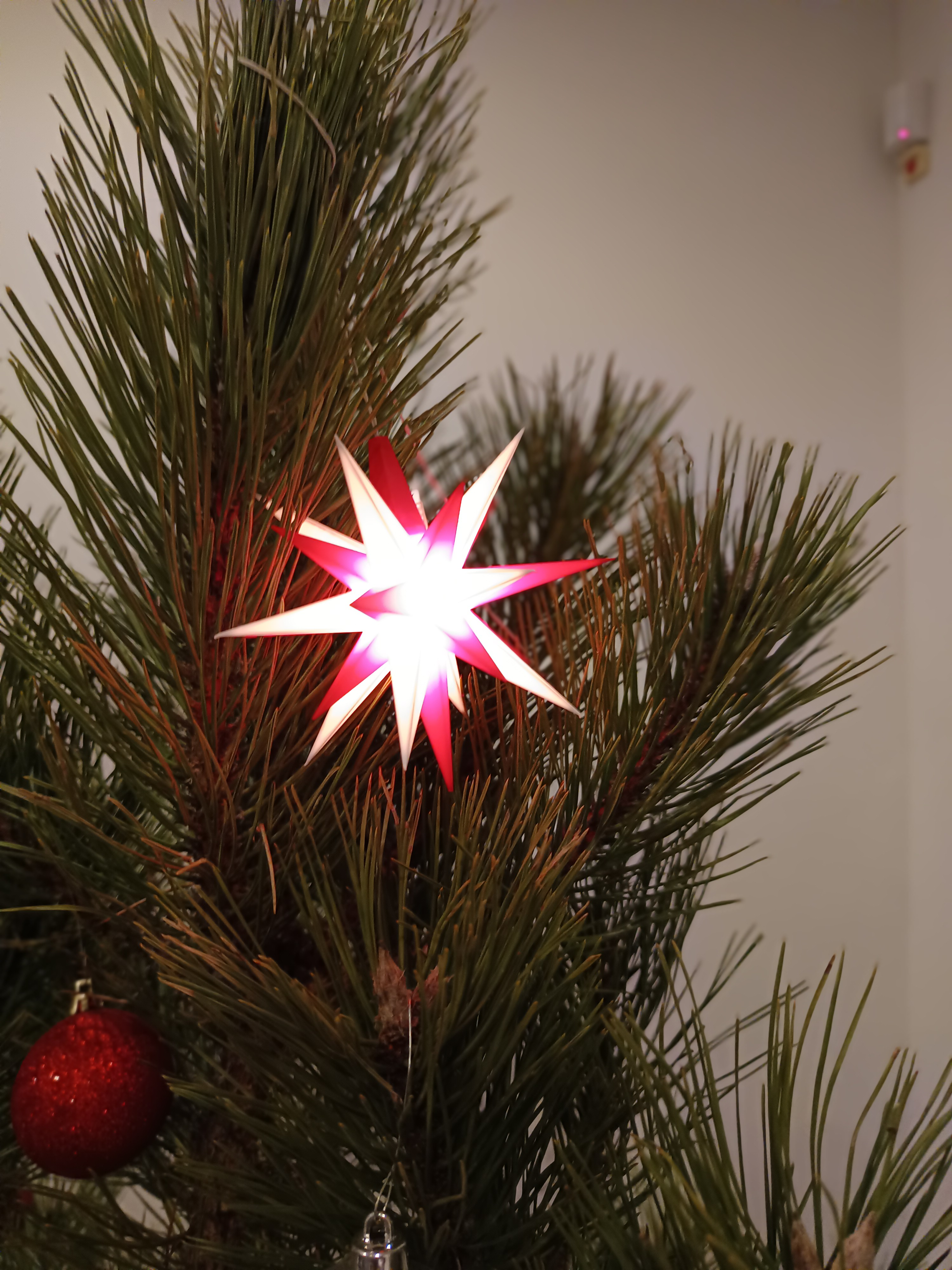
Červenobílá Ochranovská hvězda na vánočním stromku v Ostravě
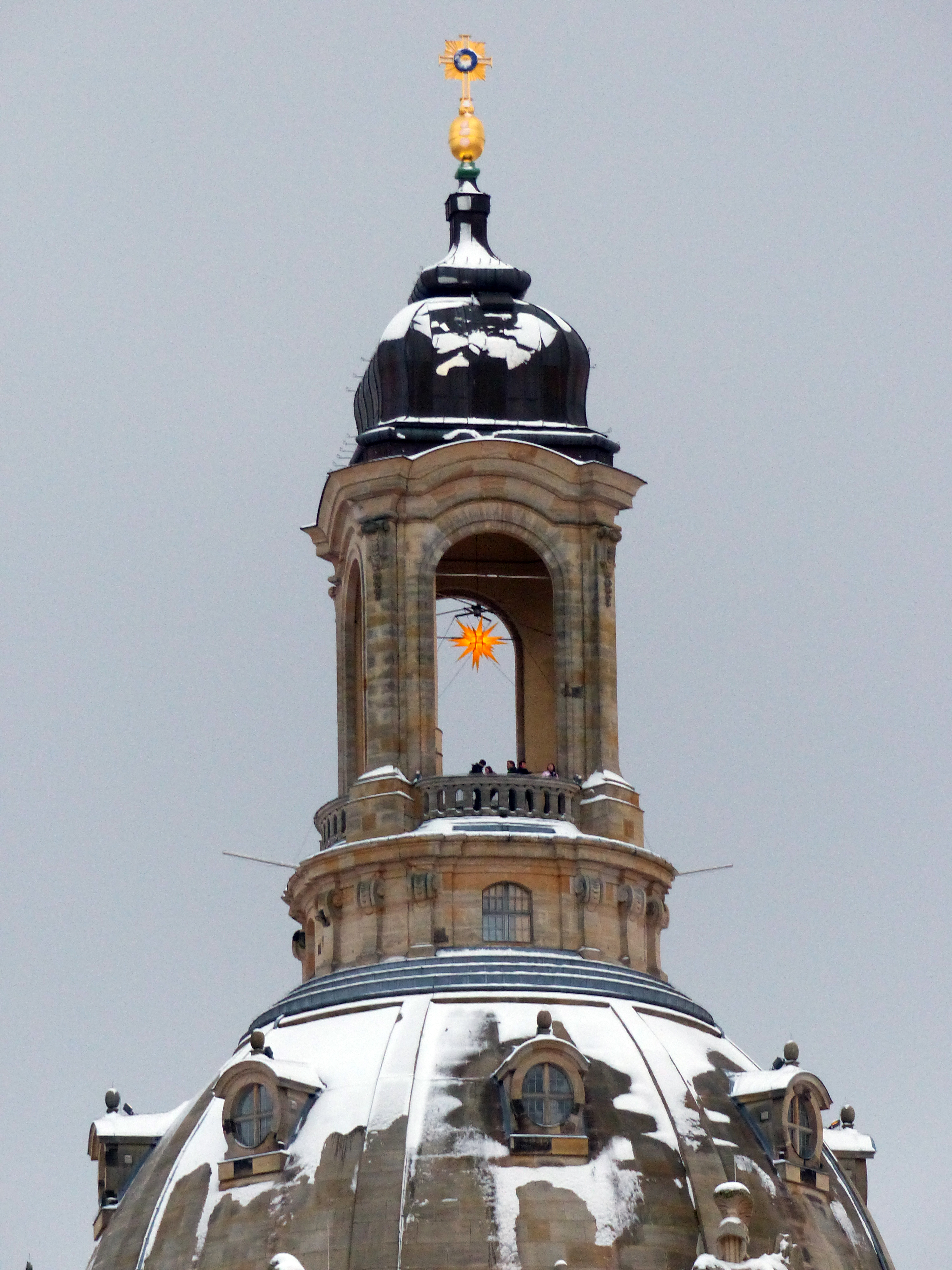
Drážďany
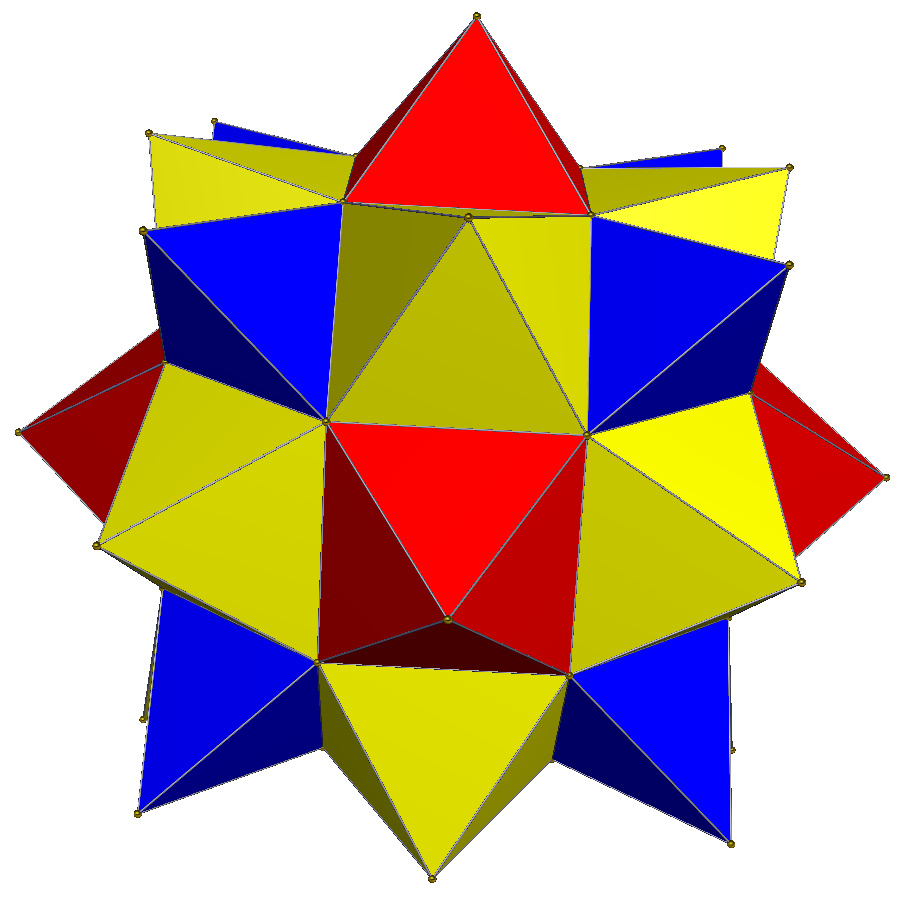
Schéma - Rombokubooktaedr na kterém jsou umístěny paprsky